# Yachimun
Nel dialetto dell'isola Okinawa, la ceramica viene chiamata yachimun, corrispettivo del termine giapponese yakimono (焼き物).
Nella prefettura di Okinawa, oltre all'isola stessa di Okinawa, i centri di maggior interesse per quanto riguarda la produzione ceramica sono l'isola di Miyako e l'insieme di isole di Yaeyama.
La ceramica di Okinawa tuttavia, affonda le sue radici anche fuori dall'arcipelago. In particolare sono stati rilevanti i contatti con la produzione cinese e coreana, le quali hanno aiutato a migliorare e incrementare le tecniche di produzione. Infatti la lavorazione della ceramica ha inizio nell'era preistorica, ma è a partire dal XIII secolo che acquisisce importanza legandosi intrinsecamente al commercio e quindi alla vita quotidiana degli abitanti. 

## Tipi principali di ceramica realizzati ad Okinawa: ara-yachi e jō-yachi
Sull'isola di Okinawa vengono prodotti tradizionalmente due tipi di ceramica.
Per ara-yachi si intende un tipo di ceramica non smaltato cotto a una temperatura di circa 1120 °C. L'argilla utilizzata per questi oggetti viene raccolta nelle zone sud e centrali dell'isola di Okinawa.
L'unico forno per ara-yachi usato in passato e pervenuto a Tsuboya è il forno chiamato fē-nu-kama. È situato in prossimità del Museo di Tsuboya ed è possibile osservarne i resti.
Questo tipo di manufatti vengono solitamente impiegati per scopi più modesti rispetto agli oggetti jō-yachi che presentano una lavorazione più elaborata. Generalmente sono oggetti di grandi dimensioni adibiti all'immagazzinamento di acqua, miso e awamori.
Le ceramiche jō-yachi sono ricoperte da smalto e cotte a una temperatura di circa 1200 °C. Il forno antico che è rimasto a Tsuboya per questo tipo di ceramiche è il forno agari-nu-kama. 
Con questa tecnica vengono prodotti oggetti e stoviglie per l'uso quotidiano, come ciotole, piatti, pentole, teiere, vasi, contenitori particolari per awamori, ma anche oggetti adibiti a scopi religiosi. 

## Storia della ceramica di Okinawa
I ritrovamenti più antichi di ceramica sul territorio di Okinawa risalgono al 4600 a.C. circa, un periodo definito “Early Era” che corrisponde all'epoca Jōmon (10000-300 a.C. circa).
I frammenti appartenenti al primo e al secondo periodo della “Early Era” mostrano delle somiglianze con le ceramiche del Kyūshū dell'epoca Jōmon.
Il periodo successivo, è chiamato "Late Era" e corrisponde al periodo tra le epoche Yayoi (circa 300 a.C.- 250-300 d.C.) e Heian (794 d.C.-1185 d.C.). In più di trenta siti, dislocati sul territorio di Okinawa sono stati ritrovati oggetti di tipo Yayoi prodotti nel Kyūshū affiancati a dei manufatti locali. 

### Dal XIII secolo all'invasione di Satsuma
A partire dal XIII secolo, grazie all'instaurarsi di un rapporto tributario tra gli aji (capi locali durante questo periodo) e la Cina e con il rafforzarsi degli scambi di merci, la produzione ceramica si lega in modo significativo al commercio.
Dopo la fase nota come Sanzan jidai, “periodo dei tre principati”, nel 1350 prese il potere Satto (1350-1395) sotto il quale iniziò un rapporto tributario con la Cina nel 1372.
La sottomissione all'impero cinese garantiva proficui scambi commerciali che influirono notevolmente anche dal punto di vista culturale. Infatti la Cina, in cambio dei tributi, inviava diverse merci, tra cui ceramiche e porcellane, che poi venivano vendute dai mercanti del paese tributario ad altri paesi, quali ad esempio la Corea e le isole principali del Giappone. Nel 1392 si stabilì una comunità cinese nelle vicinanze di Shuri. I locali appresero da questi oltre a vari aspetti della cultura cinese, anche quelli riguardanti le arti e l'artigianato.
Nello stesso anno si diede inizio anche il programma Kanshō (studenti ufficiali) che proseguì fino al 1868 e che permetteva a dei giovani di Okinawa di recarsi per un periodo a studiare in Cina. Gli elementi della cultura cinese che giungevano grazie a questi scambi influirono sulle usanze dei nobili e dei funzionari di corte fino a modificare anche la vita quotidiana della popolazione e a intensificare la produzione materiale. 
Dal 1389 iniziarono anche relazioni ufficiali con il re coreano e i commerci si estesero anche ad alcuni paesi del sudest asiatico, tra cui il Siam, l'odierna Thailandia.
Con l'inizio della dinastia Shō nel 1429, il commercio marittimo si sviluppò ulteriormente aumentando le ricchezze della sede del governo e favorendo la crescita della cultura materiale e artistica.
Un evento rilevante per la produzione ceramica fu l'introduzione dell'awamori, liquore tipico di Okinawa, realizzato sulla base di un liquore di origine thailandese. Il consumo e la realizzazione di questo liquore favorì inizialmente l'importazione di giare, definite namban, adibite alla conservazione e in seguito portò gli artigiani locali a realizzare contenitori di vario tipo.
Numerosi frammenti di porcellane cinesi ritrovati presso i castelli e i villaggi di Okinawa indicano la frequenza degli scambi commerciali anche durante il periodo della seconda dinastia Shō (dal 1470).
In seguito all'invasione di Sastuma del 1609, i commerci furono interessati da restrizioni. Questa situazione portò gli artigiani ad un'intensificazione della produzione locale di oggetti di cui la popolazione necessitava. Ebbe inizio un periodo di innovazione per la ceramica.
Secondo quanto riportato nel Ryūkyū-koku yuraiki, nel 1617 dopo una richiesta da parte di Shō Hō (1621- 1640), il daimyō di Satsuma inviò tre ceramisti coreani affinché insegnassero agli artigiani locali le tecniche produrre ceramiche di tipo smaltato.
I tre ceramisti, Ikkan, Sankan e Ichiroku si stabilirono presso il forno di Wakuta. Ichiroku, noto poi come Chō Kenchō (-1638) rimase a vivere a Naha dopo aver sposato una donna a cui il sovrano impose di divorziare dal marito precedente. Questa vicenda è tramandata nel componimento teatrale Karaya Bushi. 

### L'unificazione a Tsuboya
Uno degli eventi più significativi per la storia della ceramica di Okinawa fu l'unificazione di tre importanti luoghi di produzione ceramica nella zona che oggi è conosciuta come Tsuboya. Nel 1682, secondo quanto riportato nel Kyūkyō, il governo stabilì che i forni di Chibana, situato a Misato (Okinawa City), quello di Takaraguchi a Shuri (Naha) e quello di Wakuta, che si trovava nella zona di Izumimaki (Naha), si associassero nella zona vicino a Makishi, ora chiamata Tsuboya, che divenne il maggiore centro di produzione ceramica. La decisione fu dettata principalmente da motivi ambientali e amministrativi. Le zone in cui si trovavano il forno di Takaraguchi e quello di Wakuta non disponevano di condizioni naturali ottimali. Il forno di Chibana era troppo distante dalla zona di Shuri, dove la domanda di ceramica era alta. Inoltre a zona di Tsuboya era ricca di tipi di argilla adatti per le produzioni sia di ara-yachi che di jō-yachi. 
Nelle prossimità di Tsuboya era presente un piccolo porto che permetteva di procurare facilmente materiale per il fuoco e argille particolari da altri luoghi. Probabilmente per i tre forni lo spostamento a Tsuboya fu graduale e per un certo periodo continuarono a lavorare autonomamente. 

### Dopo l'annessione al Giappone
Fino all'instaurazione della Prefettura di Okinawa nel 1879, Tsuboya rimase sotto il controllo del governo che si occupava di dirigere e di supportare la produzione ceramica fornendo appunto terre e strumenti. Con l'annessione al Giappone, venne meno questa situazione favorevole per l'artigianato e i ceramisti si ritrovarono in un ambiente di libera competizione. Questa circostanza non riguardò solo la produzione ceramica, ma anche i produttori di bingata, tessili e lacca.
Dagli ultimi decenni del XIX secolo fino al 1920\30 la ceramica di Okinawa subì diverse modifiche. Giunsero ad Okinawa commercianti di ceramiche dalle isole principali del Giappone. Il primo, Matsuda Kōzō aprì un negozio a Naha nel 1892. Molti tra questi commercianti si occupavano anche di realizzare le ceramiche e i prodotti che vendevano. Riuscirono quindi a creare un nuovo mercato per la merce di artigianato. Gli articoli che realizzavano venivano chiamati koten-yaki o kuroda-yaki e in seguito presero il nome di kuroda riheian. Tuttavia, se da un lato modificarono in meglio il mercato locale, dall'altro importando prodotti di porcellana più economica dalle isole principali del Giappone, portarono al declino della produzione jō-yachi locale. Gli utensili in ceramica importati entrarono nell'uso quotidiano delle famiglie di Okinawa all'inizio del XX secolo. Ad esempio le ciotole tradizionali dette ara-makai vennero sostituite dalle sunkan makai (ciotole di porcellana) che iniziarono a essere considerate tipiche di Okinawa.
Tuttavia, questa situazione incrementò notevolmente la varietà degli oggetti realizzati a Tsuboya, dando vita a nuovi stili che occuparono un posto centrale nella produzione del dopoguerra.
In questo periodo si iniziarono a produrre in modo consistente le statuette shīsā. Dagli anni trenta del XX secolo in seguito alle attività del movimento Mingei, la ceramica e l'artigianato di Okinawa divennero rinomati. Il fondatore del movimento, Yanagi Sōetsu (noto anche come Yanagi Muneyoshi) e i ceramisti Kawaii Kanjirō, Hamada Shōji e altri studiosi, visitarono Okinawa quattro volte tra il dicembre 1938 e il giugno 1940 per studiarne la cultura e gli elementi tradizionali.
Durante la guerra russo-giapponese (1904-1905) venne incrementata in modo considerevole la produzione di ara-yachi poiché erano necessarie grandi quantità di contenitori per il liquore da fornire ai soldati.

### Il dopoguerra
Durante la seconda guerra mondiale la produzione abituale di oggetti di ceramica si fermò per produrre isolanti per cavi elettrici e contenitori per batterie. Inoltre fu ordinato da parte dell'esercito giapponese di produrre utensili necessari ai soldati come le ciotole. Alla fine della guerra, che devastò la zona sud di Okinawa, Tsuboya fu la prima parte di Naha a risollevarsi e ripartì a produrre oggetti per l'uso quotidiano. 
In seguito l'interesse del movimento Mingei diede ai ceramisti l'opportunità di lavorare per mostre d'arte e artigianato.
A partire dagli anni settanta, a causa delle leggi sull'inquinamento non è stato più concesso utilizzare i forni tradizionali nella zona di Tsuboya.